# 4578 Kurashiki
4578 Kurashiki eller 1988 XL1 är en asteroid i huvudbältet som upptäcktes den 7 december 1988 av den japanska astronomen Tsutomu Seki vid Geisei-observatoriet. Den är uppkallad efter den japanska staden Kurashiki.
Asteroiden har en diameter på ungefär 12 kilometer.